# Ascenta
Ascenta este o companie de IT din România.
Ascenta este divizia de consultanță IT și soluții software specifice a grupului Softwin.
Compania oferă consultanță IT pe procese de business și soluții integrate companiilor și instituțiilor din domeniile: administrație publică, asigurări, financiar-bancară, logistică-distribuție, manufacturing, retail, telco și utilități.
În domeniul financiar-bancar, Ascenta are clienți precum BCR, CEC și Raiffeisen Bank.
Din grupul Softwin mai fac parte BitDefender, producător de soluții antivirus, Intuitext, divizia de software educational a grupului, și Paxato, divizia de servicii de administrare a relațiilor cu clienții. Acționarii companiei sunt Florin și Mariuca Talpeș.
În anul 2007, sectorul public a generat 22% din veniturile companiei, iar sectorul financiar, 40%.
Soluțiile de afaceri produse de compania germană SAP aduc 25% din venituri.
Număr de angajați în 2007: 100
Cifra de afaceri în 2007: 10 milioane Euro.